# Cheilea tectumsinense
Cheilea tectumsinense là một loài động vật thân mềm chân bụng sống ở biển trong họ Hipponicidae, the hoof snails.